# Поляи
Поляи (бел. Паляі́) — деревня в Вороновском сельсовете Витебского района Витебской области Белоруссии.
Деревня расположена в 3 км от города Витебска вдоль трассы Р21 Витебск—Лиозно.

## География
Возле деревни находятся озера — Бернское, Полонское, Островито.

## История
В XVI веке POLEI (Поле — русский перевод.) территория Польского королевства. На картах XVIII века именуется ПОЛЕЙ, что позволяет утверждать о не правильном переводе с Польского языка. В 1878 году упоминается в документах как ПОЛЕИ. В 1925 году в землеуправлении Витебского района значится ПОЛЯИ. В настоящее время на белорусском языке имеет название ПАЛЯI.
В начале 18-го столетия принадлежит помещику Викентию Павловичу Микошо.
В 1834 году хозяйничал Апполинарий Викентьевич Микошо, имевший большой фруктовый сад, корчму на купеческой Лиозненской дороге.
В 1878 году Апполинарий Викентьевич Микошо имел надел площадью в 151 десятину.
В 1906 году имение в Витебском уезде, Королевская волость, владел Микошо, дворянин, католик, 1 двор, 11 душ (5 мужчин и 6 женщин), количество земли в десятинах −400.
1918—1930 гг. была Польско-белорусская начальная школа.
С 17 марта 1924 года деревня входила в Королевскую волость, Рудницкого уезда.
В 1926 году было 7 домов в которых проживало 26 жителей.
15 марта 1930 года (1944 — 9 июня 1950) — жителями деревни был создан колхоз (сельскохозяйственная артель Рудницкого сельского Совета Витебского района Витебской области), имени Юлиана Мархлевского — Польского коммуниста.
Первым председателем был — Буевич Антон Викентьевич.
До 1941 года в деревне было 63 дома с 284 жителями.
С июля 1941 года по июнь 1944 года была оккупирована немецко-фашистскими войсками.
В октябре 1943 года сожжена вся деревня при отступлении немецких войск.
С 16 июля 1954 года — относится к Вороновскому сельсовету.
В 1985 году награждены Орденом Отечественной войны II — й степени.
Жерносеченко Иван Петрович 1914 г.р.
Бельский Франц Францевич 1904 г.р.
Соколов Василий Макарович 1917 г.р.
Аржаной Иван Григорьевич 1918 г.р.
Пржевальский Иосиф Евгеньевич 1922 г.р
Буевич Александр Антонович 1925 г.р.
В декабре 2009 года жителями деревни был организован «Потребительский кооператив по газификации земельных участков и жилых домов д. Поляи» в составе 36 человек. Председателем единогласно выбран Скородихин Константин Филиппович.
19 февраля 2015 года состоялось награждение Юбилейной медалью «70 лет Победы в Великой Отечественной войне 1941—1945 гг.» граждан:
- Смирнов Анатолий Михайлович
- Хотькин Леонид Григорьевич
- Буевич Зинаида Петровна
- Хоменко Людмила Антоновна
- Хотькин Петр Григорьевич[4]

## Население
- 1834 год — 18 крепостных душ.
- 1906 год — 11 крепостных душ (на 1 дворе 5 мужчин и 6 женщин)
- 1926 год — 26 жителей.
- 1941 год — 284 жителя.
- 2013 год — 120 жителей
- 2016 год — 63 дома, 130 жителей
- 2019 год — 125 жителей[1]